# Kovaçayır, Boyabat
Kovaçayır là một xã thuộc huyện Boyabat, tỉnh Sinop, Thổ Nhĩ Kỳ. Dân số thời điểm năm 2011 là 55 người.